# Laura a la ciutat dels sants
Laura a la ciutat dels sants (que se traduce como Laura en la ciudad de los santos) es una novela escrita en el año 1931 por el escritor español Miquel Llor. La obra radica en el realismo y en el modernismo, pero ya tiene rasgos de las novela de los años treinta, más influenciada por Freud y otros autores modernos. Ambientada en Vic narra el viaje iniciático de Laura y su desarrollo como persona. La imagen negativa del mundo rural y católico causó una fuerte polémica que hizo que Llor compusiera una segunda parte, El somriure dels sants (La sonrisa de los santos) en 1947, en la que matiza este retrato pesimista.

## Adaptaciones
Laura a la ciutat dels sants llegó a la gran pantalla en el año 1986, bajo la dirección de Gonzalo Herralde Grau. También se proyectó en castellano, bajo el título de Laura, del cielo llega la noche. El director adapta la novela de Llor y convierte a Laura y a su historia de amor, de pasión y de muerte, en elementos metafóricos, en fuerzas liberadoras que luchan contra el conservadurismo de la Cataluña rural de principios de siglo XX. Des esta forma, Herralde liga las relaciones sentimentales de Laura y Tomàs, la decadencia personal con la historia del país, mediante la estructura de un melodrama clásico.
La novela también fue adaptada a la radio por Catalunya Ràdio.

## Ruta literaria
En enero de 2014 se presentó una ruta literaria en la ciudad de Vic en colaboración con la Universidad de Vic.